# Lijst van snoerhalskevers
Deze lijst bevat een overzicht van snoerhalskevers. Onderstaande dieren zijn allen een keversoort in deze familie: :
- Acanthinus acutus
- Acanthinus albicinctus
- Acanthinus ambiguus
- Acanthinus australiensis
- Acanthinus bechyneorum
- Acanthinus blackburni
- Acanthinus bokermanni
- Acanthinus bordoni
- Acanthinus browni
- Acanthinus ceibensis
- Acanthinus chalumeaui
- Acanthinus clavicornis
- Acanthinus continuus
- Acanthinus cristatus
- Acanthinus darlingtoni
- Acanthinus diffusus
- Acanthinus dromedarius
- Acanthinus elegantulus
- Acanthinus exilis
- Acanthinus fairchildi
- Acanthinus fimbriatus
- Acanthinus formiciformis
- Acanthinus freyorum
- Acanthinus fronteralis
- Acanthinus fucosus
- Acanthinus geijskesi
- Acanthinus glareosus
- Acanthinus hapacarensis
- Acanthinus harringtoni
- Acanthinus imitans
- Acanthinus invitus
- Acanthinus kraussi
- Acanthinus lanceatus
- Acanthinus longiceps
- Acanthinus lucidus
- Acanthinus lulingensis
- Acanthinus myrmecops
- Acanthinus nevermanni
- Acanthinus ornatus
- Acanthinus paraguayensis
- Acanthinus parianae
- Acanthinus pilositibia
- Acanthinus pullus
- Acanthinus rohweri
- Acanthinus rosalesi
- Acanthinus schwarzi
- Acanthinus scitulus
- Acanthinus selvaensis
- Acanthinus simplicisternum
- Acanthinus solus
- Acanthinus spectans
- Acanthinus spinicollis
- Acanthinus spinosior
- Acanthinus subtropicus
- Acanthinus trifasciatus
- Acanthinus umbilicatus
- Acanthinus unicus
- Acanthinus veracruzensis
- Acanthinus zeteki
- Afremus madgei
- Afremus pickeri
- Amblyderus albicans
- Amblyderus bigibber
- Amblyderus brincki
- Amblyderus brunneus
- Amblyderus granularis
- Amblyderus laxatus
- Amblyderus longidentatus
- Amblyderus longipilis
- Amblyderus mitis
- Amblyderus obesus
- Amblyderus obscuripennis
- Amblyderus owyhee
- Amblyderus pallens
- Amblyderus parviceps
- Amblyderus scabricollis
- Amblyderus scabridus
- Amblyderus thoracinus
- Amblyderus triplehorni
- Amblyderus tuberculatus
- Amblyderus villiersi
- Amblyderus werneri
- Andrahomanus luteipes
- Anthelephila abditus
- Anthelephila alfierii
- Anthelephila ancoriferra
- Anthelephila anderssoni
- Anthelephila angolensis
- Anthelephila anireinii
- Anthelephila arunvallis
- Anthelephila backlundi
- Anthelephila barombiensis
- Anthelephila bechynei
- Anthelephila bejceki
- Anthelephila besucheti
- Anthelephila bhutanensis
- Anthelephila bidentatus
- Anthelephila bifurcatus
- Anthelephila bimaculatipennis
- Anthelephila biroensis
- Anthelephila bonadonai
- Anthelephila boviei
- Anthelephila braminus
- Anthelephila brevenotatus
- Anthelephila bukharensis
- Anthelephila burckhardti
- Anthelephila burgeoni
- Anthelephila burmanus
- Anthelephila caeruleipennis
- Anthelephila canaliculata
- Anthelephila cantabubei
- Anthelephila cavicollis
- Anthelephila celer
- Anthelephila cineracea
- Anthelephila cochleola
- Anthelephila coiffaitianus
- Anthelephila condamini
- Anthelephila congoanus
- Anthelephila coniceps
- Anthelephila cyaneus
- Anthelephila cyanochrous
- Anthelephila danielssoni
- Anthelephila decellei
- Anthelephila degener
- Anthelephila discolor
- Anthelephila doctus
- Anthelephila fossicollis
- Anthelephila foutensis
- Anthelephila gandaki
- Anthelephila gardneri
- Anthelephila gladia
- Anthelephila gladiatrix
- Anthelephila gorkha
- Anthelephila grabowskyanus
- Anthelephila hauseri
- Anthelephila helferi
- Anthelephila hispanica
- Anthelephila horaki
- Anthelephila humeralis
- Anthelephila impexus
- Anthelephila ionica
- Anthelephila jaccoudi
- Anthelephila jelineki
- Anthelephila kanheri
- Anthelephila kippenbergi
- Anthelephila klapperichi
- Anthelephila kumbaensis
- Anthelephila lamottei
- Anthelephila laosensis
- Anthelephila latro
- Anthelephila limaria
- Anthelephila lindbergi
- Anthelephila linnavuorii
- Anthelephila lombokianus
- Anthelephila longidentatus
- Anthelephila macilentus
- Anthelephila maigudensis
- Anthelephila malaccanus
- Anthelephila mediospinis
- Anthelephila medleri
- Anthelephila menieri
- Anthelephila mirabilis
- Anthelephila mulleri
- Anthelephila multiformis
- Anthelephila nageli
- Anthelephila nepalensis
- Anthelephila nigrorufa
- Anthelephila ninus
- Anthelephila nothus
- Anthelephila opiatus
- Anthelephila panelii
- Anthelephila pedestris
- Anthelephila penitus
- Anthelephila peri
- Anthelephila persicus
- Anthelephila peterseni
- Anthelephila philippinenis
- Anthelephila picta
- Anthelephila pokharensis
- Anthelephila probsti
- Anthelephila propensus
- Anthelephila pseudocorruscus
- Anthelephila pygmaea
- Anthelephila quadriguttatus
- Anthelephila raja
- Anthelephila renisus
- Anthelephila roseleri
- Anthelephila rouyeri
- Anthelephila royi
- Anthelephila rubidus
- Anthelephila schuelei
- Anthelephila schuhi
- Anthelephila siamensis
- Anthelephila similis
- Anthelephila sinica
- Anthelephila solita
- Anthelephila songhoanus
- Anthelephila soror
- Anthelephila subfasciatus
- Anthelephila sulcicollis
- Anthelephila topali
- Anthelephila toxopei
- Anthelephila travancorensis
- Anthelephila uhligi
- Anthelephila uhmanni
- Anthelephila verutiventris
- Anthelephila vethi
- Anthelephila villiersi
- Anthelephila volkonskyi
- Anthicodes fragilis
- Anthicodes maculatus
- Anthicomorphus atronotatus
- Anthicomorphus cruralis
- Anthicomorphus mertoni
- Anthicomorphus niponicus
- Anthicomorphus optatus
- Anthicomorphus pasteuri
- Anthicomorphus subelongatus
- Anthicomorphus suturalis
- Anthicomorphus tonkineus
- Anthicus abashirensis
- Anthicus abyssinicus
- Anthicus ancilla
- Anthicus angulapex
- Anthicus angustatus
- Anthicus anteapicalis
- Anthicus antherinus
- Anthicus antilleorum
- Anthicus antiochensis
- Anthicus armaticornis
- Anthicus armatipes
- Anthicus armatus
- Anthicus assamensia
- Anthicus ater
- Anthicus atlasicus
- Anthicus atricornis
- Anthicus axillaris
- Anthicus balachanus
- Anthicus barbatus
- Anthicus basilewskyi
- Anthicus basithorax
- Anthicus bellulus
- Anthicus biargenteofasciatus
- Anthicus bigoti
- Anthicus biguttatus
- Anthicus biguttulus
- Anthicus bimaculatus
- Anthicus binhanus
- Anthicus binhensis
- Anthicus blackwelderi
- Anthicus bonhourei
- Anthicus botswanaensis
- Anthicus bruckii
- Anthicus brunneipennis
- Anthicus brunneus
- Anthicus brydli
- Anthicus caroli
- Anthicus catalanus
- Anthicus cervinus
- Anthicus chakouri
- Anthicus chappuisi
- Anthicus coiffaiti
- Anthicus comanche
- Anthicus constellatus
- Anthicus coracinus
- Anthicus cribratus
- Anthicus cribripennis
- Anthicus crinitus
- Anthicus cubanus
- Anthicus custodiae
- Anthicus cylindricus
- Anthicus czernohorskyi
- Anthicus darlingtoni
- Anthicus difformis
- Anthicus dilaticollis
- Anthicus diversitibia
- Anthicus diversus
- Anthicus donedai
- Anthicus dzhungaricus
- Anthicus ellenbergeri
- Anthicus ephippium
- Anthicus escorialensis
- Anthicus exiguus
- Anthicus falli
- Anthicus fenestratus
- Anthicus flavicans
- Anthicus flavipes
- Anthicus flavitarsis
- Anthicus floralis
- Anthicus formicarius
- Anthicus fouqueti
- Anthicus fumosus
- Anthicus fuscicornis
- Anthicus galliosi
- Anthicus genei
- Anthicus gordeevae
- Anthicus gratiosus
- Anthicus grucilis
- Anthicus gushi
- Anthicus guttifer
- Anthicus haldemani
- Anthicus hamicornis
- Anthicus hastatus
- Anthicus helenae
- Anthicus heroicus
- Anthicus hingstoni
- Anthicus hispaniolae
- Anthicus hoggarensis
- Anthicus horridus
- Anthicus humeralis
- Anthicus hummeli
- Anthicus ictericus
- Anthicus impressicollis
- Anthicus impressipennis
- Anthicus inaequalis
- Anthicus inderiensis
- Anthicus informipes
- Anthicus invreai
- Anthicus kaszabi
- Anthicus korbi
- Anthicus laetus
- Anthicus laeviceps
- Anthicus lapidosus
- Anthicus latefasciatus
- Anthicus latens
- Anthicus lecontei
- Anthicus leleupi
- Anthicus lessepsi
- Anthicus leveillei
- Anthicus lomii
- Anthicus lubbockii
- Anthicus luciphilus
- Anthicus lugubris
- Anthicus luristanicus
- Anthicus luteicornis
- Anthicus luteitarsis
- Anthicus lutulentus
- Anthicus macrocephalus
- Anthicus malaccanus
- Anthicus margaritae
- Anthicus maritimus
- Anthicus mediodilatatus
- Anthicus melancholicus
- Anthicus militaris
- Anthicus monstrator
- Anthicus mrazi
- Anthicus muehlei
- Anthicus musculus
- Anthicus myrmecophilus
- Anthicus nanus
- Anthicus neli
- Anthicus niger
- Anthicus nigrita
- Anthicus nigrobifasciatus
- Anthicus normandi
- Anthicus obockianus
- Anthicus obscurellus
- Anthicus ophthalmicus
- Anthicus otagensis
- Anthicus pallidioritaris
- Anthicus pallidus
- Anthicus panayensis
- Anthicus parvus
- Anthicus pauliani
- Anthicus peri
- Anthicus plectilis
- Anthicus plectrinus
- Anthicus plicatipennis
- Anthicus pliginskyi
- Anthicus politus
- Anthicus praeceps
- Anthicus proximus
- Anthicus punctulatus
- Anthicus quadraticollis
- Anthicus quadridecoratus
- Anthicus quadrilunatus
- Anthicus quadrioculatus
- Anthicus quisquilius
- Anthicus recens
- Anthicus rectus
- Anthicus reductus
- Anthicus rufivestis
- Anthicus rufulus
- Anthicus rugosiceps
- Anthicus sabulosus
- Anthicus sacramento
- Anthicus salinus
- Anthicus scabriceps
- Anthicus schmidtii
- Anthicus scurrula
- Anthicus sellatus
- Anthicus semiamplus
- Anthicus semicroceus
- Anthicus semicupreus
- Anthicus semimetallicus
- Anthicus semirubidus
- Anthicus sepultulus
- Anthicus siccensis
- Anthicus similicollis
- Anthicus sivaschensis
- Anthicus soledad
- Anthicus sonoranus
- Anthicus spadiceus
- Anthicus squamosus
- Anthicus strigosus
- Anthicus subanguliceps
- Anthicus subarcuatus
- Anthicus subincisipes
- Anthicus subinstabilis
- Anthicus subtilis
- Anthicus sydowi
- Anthicus testaceonitidus
- Anthicus texanus
- Anthicus theryi
- Anthicus thienemanni
- Anthicus thomasi
- Anthicus thyreocephalus
- Anthicus tobias
- Anthicus tongalensis
- Anthicus topali
- Anthicus tristis
- Anthicus uhligi
- Anthicus umbrinus
- Anthicus uviranus
- Anthicus vadoni
- Anthicus vagesignatus
- Anthicus vassei
- Anthicus versicolor
- Anthicus vicarius
- Anthicus villiersi
- Anthicus virginiae
- Anthicus volxemi
- Anthicus watarasensis
- Anthicus wiesneri
- Anthicus zavattarii
- Arussia gestroi
- Aulacoderus alatus
- Aulacoderus angustus
- Aulacoderus apophysialis
- Aulacoderus asymmetricus
- Aulacoderus bedfordi
- Aulacoderus bilineatus
- Aulacoderus bisbicornutus
- Aulacoderus bisbimaculatus
- Aulacoderus bisbispinosus
- Aulacoderus bomansi
- Aulacoderus bonadonai
- Aulacoderus bradfordi
- Aulacoderus brevicornis
- Aulacoderus brevispicatus
- Aulacoderus brevispinosus
- Aulacoderus brevitegminis
- Aulacoderus brevithorax
- Aulacoderus breytenbachae
- Aulacoderus brucoensis
- Aulacoderus buffalo
- Aulacoderus canariensis
- Aulacoderus canthariphilus
- Aulacoderus capeneri
- Aulacoderus catharinae
- Aulacoderus cecileae
- Aulacoderus centralis
- Aulacoderus chaboti
- Aulacoderus chandleri
- Aulacoderus chicarubiensis
- Aulacoderus colletti
- Aulacoderus denticollis
- Aulacoderus draconis
- Aulacoderus endoedyi
- Aulacoderus erratus
- Aulacoderus firmani
- Aulacoderus fontium
- Aulacoderus forchhammeri
- Aulacoderus formicomisternus
- Aulacoderus forsythi
- Aulacoderus friwaldszkyi
- Aulacoderus funebris
- Aulacoderus gessi
- Aulacoderus ghanensis
- Aulacoderus govenderi
- Aulacoderus harropae
- Aulacoderus heberdeyi
- Aulacoderus herero
- Aulacoderus heteropennis
- Aulacoderus hobohmi
- Aulacoderus humicola
- Aulacoderus inoblitus
- Aulacoderus inopinans
- Aulacoderus iudicis
- Aulacoderus janeae
- Aulacoderus josensis
- Aulacoderus kaffensis
- Aulacoderus karrooensis
- Aulacoderus kochi
- Aulacoderus krekichi
- Aulacoderus latibrachiatus
- Aulacoderus linnavuorii
- Aulacoderus longicornis
- Aulacoderus longithorax
- Aulacoderus lovemorei
- Aulacoderus luberosus
- Aulacoderus macchleryi
- Aulacoderus maderae
- Aulacoderus magaliensis
- Aulacoderus manselli
- Aulacoderus manzer
- Aulacoderus marginatus
- Aulacoderus maynei
- Aulacoderus medleri
- Aulacoderus milleri
- Aulacoderus mitis
- Aulacoderus mogotoensis
- Aulacoderus montanus
- Aulacoderus moolmanae
- Aulacoderus morani
- Aulacoderus multidenticulatus
- Aulacoderus multispinosus
- Aulacoderus munroi
- Aulacoderus mutatus
- Aulacoderus namaqua
- Aulacoderus nemoralis
- Aulacoderus nigricolor
- Aulacoderus oberprieleri
- Aulacoderus obockianus
- Aulacoderus oosthuizeni
- Aulacoderus orangensis
- Aulacoderus otiosus
- Aulacoderus ovaliceps
- Aulacoderus pallidithorax
- Aulacoderus pedester
- Aulacoderus perfuscus
- Aulacoderus perlucidus
- Aulacoderus perna
- Aulacoderus pici
- Aulacoderus platypennis
- Aulacoderus pondo
- Aulacoderus pustulatus
- Aulacoderus quartus
- Aulacoderus quietus
- Aulacoderus ranchhodi
- Aulacoderus rubromarginatus
- Aulacoderus ruficeps
- Aulacoderus rustenburgensis
- Aulacoderus scapulatus
- Aulacoderus schulzei
- Aulacoderus scotti
- Aulacoderus scydmaenoides
- Aulacoderus sebastiani
- Aulacoderus serowensis
- Aulacoderus seydeli
- Aulacoderus sibayensis
- Aulacoderus singularis
- Aulacoderus skeltoni
- Aulacoderus smithersi
- Aulacoderus smithi
- Aulacoderus spiculosus
- Aulacoderus spinithorax
- Aulacoderus stephani
- Aulacoderus sternobarbatus
- Aulacoderus sulcithorax
- Aulacoderus thabinensis
- Aulacoderus trilobatus
- Aulacoderus trimaculatus
- Aulacoderus triplex
- Aulacoderus tristernitus
- Aulacoderus tuberculifer
- Aulacoderus turneri
- Aulacoderus uniflavus
- Aulacoderus vagus
- Aulacoderus vandersteli
- Aulacoderus vaneei
- Aulacoderus vansoni
- Aulacoderus wilsoni
- Aulacoderus youngai
- Bactrocerus concolor
- Baulius tenuis
- Bogosus tomoderoides
- Cadogenius iquitosensis
- Cadogenius ohausi
- Chileanthicus penai
- Clavicollis absconditus
- Clavicollis anomalus
- Clavicollis apicordiger
- Clavicollis austriacus
- Clavicollis balazuci
- Clavicollis biguttatus
- Clavicollis bruckii
- Clavicollis callimus
- Clavicollis cavipennis
- Clavicollis descarpentriesi
- Clavicollis dichrous
- Clavicollis doderoi
- Clavicollis gigas
- Clavicollis henoni
- Clavicollis heydeni
- Clavicollis inabsolutus
- Clavicollis indeprensus
- Clavicollis lindbergi
- Clavicollis longiceps
- Clavicollis longicornis
- Clavicollis martinezi
- Clavicollis muguensis
- Clavicollis niger
- Clavicollis nigrofuscus
- Clavicollis nigroterminatus
- Clavicollis optabilis
- Clavicollis paganettii
- Clavicollis postluteofasciatus
- Clavicollis ragusae
- Clavicollis schrammi
- Clavicollis uhagoni
- Clavicollis variabilis
- Clavicollis versicolor
- Clavicollis weigeli
- Copobaenus argentinensis
- Cordicollis baicalicus
- Cordicollis caucasicus
- Cordicollis claviger
- Cordicollis gracilior
- Cordicollis gracilis
- Cordicollis instabilis
- Cordicollis litoralis
- Cordicollis notoxoides
- Cordicollis opaculus
- Cordicollis plagiostolus
- Cordicollis posticus
- Cordicollis rufescens
- Cordicollis turca
- Cotes bullata
- Cotes gourlayi
- Cotes insignis
- Cotes probus
- Cotes vestita
- Cyclodinus angustulus
- Cyclodinus ataensis
- Cyclodinus basanicus
- Cyclodinus bicarinula
- Cyclodinus blandulus
- Cyclodinus bremei
- Cyclodinus brivioi
- Cyclodinus californicus
- Cyclodinus cerastes
- Cyclodinus coniceps
- Cyclodinus constrictus
- Cyclodinus croissandeaui
- Cyclodinus debilis
- Cyclodinus dentatus
- Cyclodinus desbrochersi
- Cyclodinus dimidiatus
- Cyclodinus endroedyi
- Cyclodinus erro
- Cyclodinus fatuus
- Cyclodinus forticornis
- Cyclodinus franciscanus
- Cyclodinus ghanaensis
- Cyclodinus guineaensis
- Cyclodinus humilis
- Cyclodinus incomptus
- Cyclodinus italicus
- Cyclodinus kryzhanovskii
- Cyclodinus larvipennis
- Cyclodinus lindbergi
- Cyclodinus longipilis
- Cyclodinus lotus
- Cyclodinus lucidicollis
- Cyclodinus maltzevi
- Cyclodinus manyaraensis
- Cyclodinus mediobrunneus
- Cyclodinus mimus
- Cyclodinus minutus
- Cyclodinus misoloughii
- Cyclodinus moltonii
- Cyclodinus mono
- Cyclodinus montandoni
- Cyclodinus morawitzi
- Cyclodinus paiute
- Cyclodinus reitteri
- Cyclodinus roberti
- Cyclodinus salinus
- Cyclodinus sareptanus
- Cyclodinus semiopacus
- Cyclodinus sibiricus
- Cyclodinus tansanianus
- Cyclodinus thessalius
- Cyclodinus ustulatus
- Derarimus alisae
- Derarimus ampliaticornis
- Derarimus angulatus
- Derarimus auropilosus
- Derarimus besucheti
- Derarimus bicavatus
- Derarimus bidens
- Derarimus breviceps
- Derarimus brunneus
- Derarimus burckhardti
- Derarimus calamei
- Derarimus carinatus
- Derarimus cavicollis
- Derarimus cincinnulatus
- Derarimus compacticornis
- Derarimus cornutus
- Derarimus curticornis
- Derarimus ectypus
- Derarimus erratus
- Derarimus flavicornis
- Derarimus flavipubens
- Derarimus fortepunctatus
- Derarimus foveicollis
- Derarimus fulgens
- Derarimus fulvescens
- Derarimus humeratus
- Derarimus humerifer
- Derarimus irregularis
- Derarimus javanus
- Derarimus kurbatovi
- Derarimus laticornis
- Derarimus loebli
- Derarimus luteipes
- Derarimus magnus
- Derarimus microphthalmus
- Derarimus minor
- Derarimus minutissimus
- Derarimus nigripennis
- Derarimus ovipennis
- Derarimus pahangensis
- Derarimus peniculatus
- Derarimus posttibialis
- Derarimus riedeli
- Derarimus riga
- Derarimus rimaderoculis
- Derarimus robusticornis
- Derarimus robustus
- Derarimus rotundicollis
- Derarimus rugulosus
- Derarimus sabahensis
- Derarimus sarawakensis
- Derarimus schillhammeri
- Derarimus schoedli
- Derarimus schuhi
- Derarimus schwendingeri
- Derarimus selangorensis
- Derarimus sellatus
- Derarimus sichuanus
- Derarimus sinuatipennis
- Derarimus spinicollis
- Derarimus sumatraensis
- Derarimus tricarinatus
- Derarimus uhmanni
- Derarimus unicarinatus
- Derarimus yunnanus
- Diacallina multiforis
- Duboisius arizonensis
- Duboisius barri
- Duboisius brevicornis
- Duboisius texanus
- Duboisius wickenburgiensis
- Egestria antennalis
- Egestria griseolineata
- Egestria hirtipennis
- Egestria pallitibia
- Egestria rubicunda
- Egestria suturalis
- Egestria toeniata
- Egestrina sulcicollis
- Egestriomina albilineata
- Egestriomina fulvipennis
- Elgonidium elongatum
- Elgonidium laevigatum
- Elgonidium leleupi
- Elgonidium mahnerti
- Endomia besucheti
- Endomia bredoi
- Endomia dilataticornis
- Endomia gracilis
- Endomia latefasciata
- Endomia lefebvrei
- Endomia longicornis
- Endomia magna
- Endomia mirei
- Endomia multipunctata
- Endomia nigronotata
- Endomia occipitalis
- Endomia picina
- Endomia quinquemaculata
- Endomia rameshi
- Endomia senilis
- Endomia susicus
- Endomia tenuicollis
- Endomia tonkinea
- Endomia unifasciata
- Euproclus cephalotes
- Euproclus metallicus
- Euproclus perrieri
- Eurygenius attenualus
- Eurygenius campanulatus
- Eurygenius constrictus
- Eurygenius darlingtoni
- Eurygenius decorellus
- Eurygenius fulvopictus
- Eurygenius gratus
- Eurygenius murinus
- Eurygenius parvicornis
- Eurygenius perforatus
- Eurygenius wickhami
- Eurygenius wilati
- Eurygenius wildii
- Euvacusus coloradanus
- Floydwernerius australis
- Formicilla alta
- Formicilla boggianii
- Formicilla coniceps
- Formicilla garciai
- Formicilla gibbosa
- Formicilla longipilosa
- Formicilla munda
- Formicilla vitrea
- Heterolobus aeneus
- Hirticollis fascifer
- Hirticollis hispidus
- Hirticollis jacqueti
- Hirticollis quadriguttatus
- Holcopyge meridionalis
- Holcopyge pallidicornis
- Husainia hovanus
- Hypaspistes armatus
- Hypaspistes mateui
- Hypaspistes mirei
- Hypaspistes perrieri
- Hypaspistes pubescens
- Ictistygna adusta
- Ictistygna biformis
- Ictistygna fasciata
- Ictistygna macleayi
- Ictistygna rugosa
- Ictistygna tenuis
- Ictistygnina filicornis
- Ischyropalpus anticefasciatus
- Ischyropalpus bipartitus
- Ischyropalpus cochisei
- Ischyropalpus dispar
- Ischyropalpus fuscus
- Ischyropalpus gemellus
- Ischyropalpus gibbithorax
- Ischyropalpus lividus
- Ischyropalpus nitidulus
- Ischyropalpus obscurus
- Ischyropalpus occidentalis
- Ischyropalpus ornatellus
- Ischyropalpus pinalicus
- Ischyropalpus placidus
- Ischyropalpus sturmi
- Ischyropalpus subtilissimus
- Ischyropalpus turgidicollis
- Ischyropalpus vividus
- Lagrioida australis
- Lagrioida brouni
- Lagrioida nortoni
- Leptaleus bisbiguttatus
- Leptaleus brincki
- Leptaleus chaudoiri
- Leptaleus elaboratus
- Leptaleus glabellus
- Leptaleus glabricephalus
- Leptaleus grossoanus
- Leptaleus minutus
- Leptaleus nilidisaimus
- Leptaleus peguenais
- Leptaleus pilosifer
- Leptaleus prolongatipygus
- Leptaleus rodriguesi
- Leptaleus sasajii
- Leptaleus seydeli
- Leptaleus testaceonotatus
- Leptaleus uralensis
- Leptanthicus staphyliniformis
- Leptoremus argenteus
- Liparoderus galeatus
- Liparoderus insignis
- Liparoderus panousei
- Liparoderus venator
- Macratria abdominalis
- Macratria aotearoa
- Macratria arabica
- Macratria binhana
- Macratria brevevittata
- Macratria brunnea
- Macratria chitwana
- Macratria confusa
- Macratria davidsonae
- Macratria delamarei
- Macratria fouqueti
- Macratria freyi
- Macratria gigantea
- Macratria hungarica
- Macratria instriatipennis
- Macratria leprieuri
- Macratria lesnei
- Macratria murina
- Macratria obscuripes
- Macratria ovicollis
- Macratria pendleburyi
- Macratria robustior
- Macratria sabahense
- Macratria semiannulipes
- Macratria severini
- Macratria sola
- Macratria succinia
- Macratria testaceilabris
- Macratria testaceitarsis
- Macratria tricolorata
- Macratria vanhillei
- Macratria villiersi
- Macrotomoderus brunnipes
- Macrotomoderus carinatus
- Macrotomoderus hirtus
- Macrotomoderus latipennis
- Macrotomoderus latissimus
- Macrotomoderus macrocephalus
- Macrotomoderus microgracilicollis
- Macrotomoderus minor
- Macrotomoderus niger
- Macrotomoderus nitens
- Macrotomoderus plumbeus
- Macrotomoderus pseudogracilicollis
- Macrotomoderus punctatellus
- Macrotomoderus rufipes
- Macrotomoderus rufofuscus
- Macrotomoderus simulator
- Malporus cinctus
- Malporus formicarius
- Malporus properus
- Malporus werneri
- Mastoremus diversicornis
- Mastoremus idahoensis
- Mastoremus longicornis
- Mecynotarsus adumbratus
- Mecynotarsus albellus
- Mecynotarsus alvarado
- Mecynotarsus bison
- Mecynotarsus bordonii
- Mecynotarsus bredoi
- Mecynotarsus candidus
- Mecynotarsus cederholmi
- Mecynotarsus chalumeaui
- Mecynotarsus delicatulus
- Mecynotarsus edwinus
- Mecynotarsus elegans
- Mecynotarsus falcatus
- Mecynotarsus faustii
- Mecynotarsus feminus
- Mecynotarsus flavicans
- Mecynotarsus flinti
- Mecynotarsus franzi
- Mecynotarsus hispaniolae
- Mecynotarsus jocquei
- Mecynotarsus lacustris
- Mecynotarsus laticornis
- Mecynotarsus macularis
- Mecynotarsus mastersi
- Mecynotarsus mellyi
- Mecynotarsus minimus
- Mecynotarsus nitidus
- Mecynotarsus quadrimaculatus
- Mecynotarsus semicinctus
- Mecynotarsus sericilus
- Mecynotarsus serricornis
- Mecynotarsus truquii
- Mecynotarsus vafer
- Micranthicus brachypterus
- Microhoria adventicia
- Microhoria aguilari
- Microhoria albopilosa
- Microhoria amicitiae
- Microhoria andalusiaca
- Microhoria angulapex
- Microhoria aspelia
- Microhoria aubei
- Microhoria balearica
- Microhoria barrosi
- Microhoria benigna
- Microhoria bergeri
- Microhoria binotaticollis
- Microhoria bispilifasciata
- Microhoria bleusei
- Microhoria brisouti
- Microhoria caliginosa
- Microhoria cantabrica
- Microhoria capito
- Microhoria caprai
- Microhoria caspia
- Microhoria cerrutii
- Microhoria chobauti
- Microhoria codinai
- Microhoria corallicollis
- Microhoria curticollis
- Microhoria cyrtopyga
- Microhoria decora
- Microhoria dejeanii
- Microhoria dentipalpis
- Microhoria digitalis
- Microhoria emaciata
- Microhoria espunana
- Microhoria fairmaieri
- Microhoria fasciata
- Microhoria feroni
- Microhoria franzi
- Microhoria funeraria
- Microhoria fuscipes
- Microhoria ghilianii
- Microhoria gorgus
- Microhoria helenae
- Microhoria hispanica
- Microhoria humerifer
- Microhoria imbasicornis
- Microhoria ionica
- Microhoria iscariotes
- Microhoria lafertei
- Microhoria lanata
- Microhoria lavocati
- Microhoria lederi
- Microhoria leonhardi
- Microhoria leuthneri
- Microhoria lindbergi
- Microhoria loebli
- Microhoria major
- Microhoria mateui
- Microhoria mollis
- Microhoria monodi
- Microhoria moroderi
- Microhoria mylabrina
- Microhoria nectarina
- Microhoria nepticula
- Microhoria notata
- Microhoria oberthuri
- Microhoria obuncatus
- Microhoria oertzeni
- Microhoria opipara
- Microhoria ovata
- Microhoria palicari
- Microhoria patagiata
- Microhoria paykullii
- Microhoria piciceps
- Microhoria pinicola
- Microhoria plumbea
- Microhoria raveli
- Microhoria roseicollis
- Microhoria rubriceps
- Microhoria ruficollis
- Microhoria schmiedeknechti
- Microhoria scrobicollis
- Microhoria selvei
- Microhoria semicincta
- Microhoria separanda
- Microhoria sidonia
- Microhoria subgracilis
- Microhoria succincta
- Microhoria sydowi
- Microhoria syrensis
- Microhoria terminata
- Microhoria unicolor
- Microhoria valida
- Microhoria velutina
- Microhoria venusta
- Microhoria vespertina
- Microhoria villiersi
- Microhoria volxemi
- Microhoria zonata
- Neoeurygenius grahami
- Neoeurygenius portoricensis
- Neostereopalpus imasakai
- Neostereopalpus kvushuensis
- Neostereopalpus niponicus
- Neostereopalpus oitaensis
- Nitorus trigibber
- Notoxus albrechti
- Notoxus allansoni
- Notoxus amaculatus
- Notoxus anchora
- Notoxus angustulus
- Notoxus apicalis
- Notoxus appendicinus
- Notoxus arcuatipes
- Notoxus ardoini
- Notoxus arenarius
- Notoxus areolatus
- Notoxus arizonensis
- Notoxus aztecorum
- Notoxus bajae
- Notoxus balteatus
- Notoxus beameri
- Notoxus bicoronatus
- Notoxus bifasciatus
- Notoxus bihawanensis
- Notoxus binotatus
- Notoxus bipunctatus
- Notoxus blaisdelli
- Notoxus bonadonai
- Notoxus brachycerus
- Notoxus brevialatus
- Notoxus brevicornis
- Notoxus brevicornutus
- Notoxus brinckianus
- Notoxus bruneorufus
- Notoxus brunneus
- Notoxus brutoni
- Notoxus buraensis
- Notoxus caharensis
- Notoxus calcaratus
- Notoxus campus
- Notoxus capeneri
- Notoxus capriviensis
- Notoxus carrorum
- Notoxus caudatus
- Notoxus cavicornis
- Notoxus cavifrons
- Notoxus cechovskyi
- Notoxus celatus
- Notoxus centralasiae
- Notoxus conformis
- Notoxus cylindratus
- Notoxus daressalaamensis
- Notoxus decellei
- Notoxus decorus
- Notoxus denudatus
- Notoxus desertus
- Notoxus desperatus
- Notoxus digitatus
- Notoxus doyeni
- Notoxus durangoensis
- Notoxus elongatulus
- Notoxus endroedyi
- Notoxus eurycerus
- Notoxus falli
- Notoxus fenyesi
- Notoxus filicornis
- Notoxus freyi
- Notoxus gelidus
- Notoxus ghesquierei
- Notoxus goellnerae
- Notoxus golestanus
- Notoxus haafi
- Notoxus hageni
- Notoxus hartmanni
- Notoxus haustrus
- Notoxus hiekei
- Notoxus hirsutulus
- Notoxus hirsutus
- Notoxus hirtus
- Notoxus hokkaidensis
- Notoxus holmi
- Notoxus ifafae
- Notoxus impexus
- Notoxus impressipennis
- Notoxus inbasalis
- Notoxus insularis
- Notoxus intermedius
- Notoxus kaszabi
- Notoxus kibweziensis
- Notoxus kwando
- Notoxus lateniger
- Notoxus lateralis
- Notoxus latus
- Notoxus leonensis
- Notoxus lineatulus
- Notoxus lipovskyi
- Notoxus lobicornis
- Notoxus lonai
- Notoxus longisulcus
- Notoxus longitarsus
- Notoxus louwi
- Notoxus lusakaensis
- Notoxus lustrellus
- Notoxus macropthalmus
- Notoxus macularis
- Notoxus madecassus
- Notoxus manderanus
- Notoxus manitoba
- Notoxus manselli
- Notoxus manyarensis
- Notoxus mauritanicus
- Notoxus methneri
- Notoxus miles
- Notoxus mkuziensis
- Notoxus monardi
- Notoxus monoceros
- Notoxus monodon
- Notoxus montanus
- Notoxus montivagus
- Notoxus murinipennis
- Notoxus namibianus
- Notoxus nevadensis
- Notoxus nubilus
- Notoxus nuperus
- Notoxus obscuratus
- Notoxus occidentalis
- Notoxus orientalis
- Notoxus ornatus
- Notoxus paradoxus
- Notoxus parvidens
- Notoxus parvus
- Notoxus pericarti
- Notoxus photus
- Notoxus pictus
- Notoxus planicornis
- Notoxus politus
- Notoxus posthumus
- Notoxus posticutus
- Notoxus pretiosus
- Notoxus pygidialis
- Notoxus reavelli
- Notoxus recticornis
- Notoxus renaudi
- Notoxus robustus
- Notoxus roeri
- Notoxus rossi
- Notoxus rubetorum
- Notoxus rufiventris
- Notoxus rungweensis
- Notoxus sareptanus
- Notoxus schwarzi
- Notoxus scotti
- Notoxus sedilloti
- Notoxus seminole
- Notoxus serratus
- Notoxus siculus
- Notoxus signatipennis
- Notoxus simulans
- Notoxus slipinskii
- Notoxus solus
- Notoxus somalicus
- Notoxus sparsus
- Notoxus spatulifer
- Notoxus stephani
- Notoxus strejceki
- Notoxus subtilis
- Notoxus suturalifer
- Notoxus tansanianus
- Notoxus tibialis
- Notoxus tiganii
- Notoxus toltecorum
- Notoxus trifasciatus
- Notoxus unifasciatus
- Notoxus vanhillei
- Notoxus vespermanni
- Notoxus vulcanicus
- Notoxus walteri
- Notoxus werneri
- Notoxus whartoni
- Notoxus youngi
- Notoxus zambianus
- Notoxus zapotecorum
- Omonadus anticemaculatus
- Omonadus bifasciatus
- Omonadus confucii
- Omonadus decellei
- Omonadus floralis
- Omonadus formicarius
- Omonadus jeanneli
- Omonadus lateriguttatus
- Omonadus mateui
- Omonadus phoenicius
- Omonadus signatellus
- Papuanthicus aemulus
- Papuanthicus papuanus
- Pergetus campanulatus
- Phalantias besucheti
- Phalantias blairi
- Phalantias euconnoides
- Phalantias grandiceps
- Phalantias loebli
- Phalantias minutus
- Phalantias mussardi
- Phalantias praeclarus
- Plesionotoxus lebasi
- Pogonoceromorphus gracilis
- Protoanthicus marziae
- Protoanthicus valenciai
- Protomacratria appendiculata
- Protomacratria tripunctata
- Pseudobactrocerus fasciculatus
- Pseudoleptaleus arcuatus
- Pseudoleptaleus argutus
- Pseudoleptaleus asmatus
- Pseudoleptaleus baloghi
- Pseudoleptaleus basirufus
- Pseudoleptaleus cephalotes
- Pseudoleptaleus decellei
- Pseudoleptaleus dentatus
- Pseudoleptaleus dromedarioides
- Pseudoleptaleus dubiosus
- Pseudoleptaleus formicabilis
- Pseudoleptaleus formicomorphus
- Pseudoleptaleus gibber
- Pseudoleptaleus humeralis
- Pseudoleptaleus jaccoudi
- Pseudoleptaleus kristinae
- Pseudoleptaleus limbourgi
- Pseudoleptaleus mateui
- Pseudoleptaleus mirei
- Pseudoleptaleus moestus
- Pseudoleptaleus nitens
- Pseudoleptaleus perangustus
- Pseudoleptaleus pocsi
- Pseudoleptaleus punctatithorax
- Pseudoleptaleus rougoni
- Pseudoleptaleus royi
- Pseudoleptaleus schuelei
- Pseudoleptaleus sichuanus
- Pseudoleptaleus sulcatithorax
- Pseudoleptaleus testaceicornis
- Pseudoleptaleus yalaensis
- Pseudonotoxus babaulti
- Pseudonotoxus cederholmi
- Pseudonotoxus ekesi
- Pseudonotoxus minutus
- Pseudonotoxus squamifer
- Pseudonotoxus testaceus
- Pseudonotoxus viberti
- Pseudonotoxus vicinus
- Pseudostereopalpus angusticollis
- Pseudotomoderus compressicollis
- Pseudotomoderus glabricollis
- Pseudotomoderus schawalleri
- Pseudotomoderus strangulatus
- Pseudotomoderus sulawesianus
- Qadrius quietus
- Qadrius salvus
- Rilettius horridus
- Rilettius patrius
- Rilettius rahmani
- Rilettius socius
- Rimaderus besucheti
- Rimaderus burckhardti
- Rimaderus loebli
- Rimaderus loeblianus
- Rimaderus meaticollis
- Rimaderus montivagus
- Rimaderus mussardi
- Salimuzzamania uniformis
- Sapintus alvarengai
- Sapintus argenteofasciatus
- Sapintus arizonicus
- Sapintus aucklandensis
- Sapintus austerus
- Sapintus bagiuniensis
- Sapintus balteatus
- Sapintus barbei
- Sapintus barbifer
- Sapintus benoiti
- Sapintus bredoi
- Sapintus brincki
- Sapintus canaliculatus
- Sapintus capitatus
- Sapintus caudatus
- Sapintus colonus
- Sapintus confertopunctatus
- Sapintus congoensis
- Sapintus corticalis
- Sapintus creber
- Sapintus cruciellus
- Sapintus curvipilosus
- Sapintus deitzi
- Sapintus fallax
- Sapintus festinans
- Sapintus flinti
- Sapintus fulvipes
- Sapintus ghesquierei
- Sapintus golbachi
- Sapintus hispidulus
- Sapintus horvathi
- Sapintus inspoliatus
- Sapintus lemniscatus
- Sapintus lobatus
- Sapintus luteobimaculatus
- Sapintus madangensis
- Sapintus malkini
- Sapintus minamiiwo
- Sapintus mollis
- Sapintus ovalis
- Sapintus paulosericus
- Sapintus placitus
- Sapintus pollocki
- Sapintus propinquus
- Sapintus pubescens
- Sapintus pusillus
- Sapintus relatus
- Sapintus repentinus
- Sapintus ruficollis
- Sapintus rusticus
- Sapintus sentis
- Sapintus similis
- Sapintus spinipes
- Sapintus spinulosus
- Sapintus subulatus
- Sapintus sudanicus
- Sapintus suzelae
- Sapintus takaosus
- Sapintus timidus
- Sapintus tschoffeni
- Sapintus vrydaghi
- Stenidius armifer
- Stenidius bezdeki
- Stenidius carnivorax
- Stenidius contractipennis
- Stenidius dolosus
- Stenidius elegans
- Stenidius finicola
- Stenidius glabratus
- Stenidius karooensis
- Stenidius laopako
- Stenidius namibianus
- Stenidius saigonensis
- Stenidius tenuipes
- Stenidius vittatus
- Stereopalpus bidifus
- Stereopalpus californicus
- Stereopalpus carolinensis
- Stereopalpus centroasiatica
- Stereopalpus columbianus
- Stereopalpus eva
- Stereopalpus guttatus
- Stereopalpus hirtus
- Stereopalpus mellyi
- Stereopalpus nagayamai
- Stereopalpus nimius
- Stereopalpus pruinosus
- Stereopalpus rufipes
- Stereopalpus tokioensis
- Stereopalpus vestita
- Steriphodon abdominalis
- Steriphodon bedeli
- Steriphodon chobauti
- Steriphodon doncasteri
- Steriphodon indicum
- Steriphodon scoparius
- Steropes caspius
- Steropes hungaricus
- Steropes latifrons
- Steropes obscurans
- Steropes pici
- Steropes popei
- Stricticollis bolmi
- Stricticollis chopardi
- Stricticollis glabratus
- Stricticollis goebelii
- Stricticollis longicollis
- Stricticollis niger
- Stricticollis ornatus
- Stricticollis rufithorax
- Stricticollis sternbergsi
- Stricticollis tobias
- Stricticollis transversalis
- Stricticollis truncatus
- Stricticollis walteri
- Tanarthrus alutaceus
- Tanarthrus andrewsi
- Tanarthrus brevipennis
- Tanarthrus cochisus
- Tanarthrus coruscus
- Tanarthrus densus
- Tanarthrus eximius
- Tanarthrus inhabilis
- Tanarthrus inyo
- Tanarthrus iselini
- Tanarthrus nubifer
- Tanarthrus occidentalis
- Tanarthrus ocruscus
- Tanarthrus quitobaquito
- Tanarthrus salicola
- Tanarthrus salinus
- Tanarthrus tartarus
- Tanarthrus tricolor
- Tanarthrus vafer
- Tenuicollis barnevillei
- Tenuicollis escalerai
- Tenuicollis finalis
- Tenuicollis merkli
- Tenuicollis ocreatus
- Tenuicollis olivaceus
- Tenuicollis ottomanus
- Tenuicollis pallicrus
- Tenuicollis platiai
- Tenuicollis pumilus
- Tenuicollis subaereus
- Tenuicollis subsericeus
- Tenuicollis tarifanus
- Tenuicollis tibialis
- Tenuicollis velox
- Thambospasta howdeni
- Tomoderus absimilis
- Tomoderus albiclavus
- Tomoderus anderssoni
- Tomoderus angulatus
- Tomoderus angusticollis
- Tomoderus annulicornis
- Tomoderus appendicinus
- Tomoderus barclayi
- Tomoderus besucheti
- Tomoderus besuchetianus
- Tomoderus bicolor
- Tomoderus bigibbosus
- Tomoderus bimaculatus
- Tomoderus binodulus
- Tomoderus borneensis
- Tomoderus bosnicus
- Tomoderus brevitaticornis
- Tomoderus cantaloubei
- Tomoderus circiter
- Tomoderus clepsammium
- Tomoderus constrictus
- Tomoderus cruciatus
- Tomoderus curvifasciatus
- Tomoderus dalmatinus
- Tomoderus derarimusoides
- Tomoderus discisus
- Tomoderus diversitatis
- Tomoderus drescheri
- Tomoderus dubius
- Tomoderus dumogaensis
- Tomoderus ehlersi
- Tomoderus elegantithorax
- Tomoderus fasciatipennis
- Tomoderus fasciatonitidus
- Tomoderus fascicularis
- Tomoderus fernandezi
- Tomoderus flagellipenis
- Tomoderus flavus
- Tomoderus fortepunctatus
- Tomoderus fumeoalatus
- Tomoderus glaber
- Tomoderus glabricephalus
- Tomoderus globicollis
- Tomoderus globipennis
- Tomoderus globosus
- Tomoderus gracilicollis
- Tomoderus harwoodi
- Tomoderus heteropunctatus
- Tomoderus hirtipennis
- Tomoderus hornabrooki
- Tomoderus humeralis
- Tomoderus impressulus
- Tomoderus indicus
- Tomoderus inhabilis
- Tomoderus inhumeralis
- Tomoderus insitus
- Tomoderus interruptus
- Tomoderus italicus
- Tomoderus klapperichi
- Tomoderus kuchingensis
- Tomoderus latior
- Tomoderus lenis
- Tomoderus lepidus
- Tomoderus lineatopunctatus
- Tomoderus loeblianus
- Tomoderus macrophthalmus
- Tomoderus magnus
- Tomoderus martensi
- Tomoderus mediofasciatus
- Tomoderus metallicus
- Tomoderus mindanaoensis
- Tomoderus minutus
- Tomoderus monstrificus
- Tomoderus mussardi
- Tomoderus napolovi
- Tomoderus nigerrimus
- Tomoderus ovipennis
- Tomoderus palmi
- Tomoderus piceipennis
- Tomoderus piochardi
- Tomoderus planipennis
- Tomoderus praemontanus
- Tomoderus pseudotrimaculatus
- Tomoderus radicis
- Tomoderus reitteri
- Tomoderus riedeli
- Tomoderus robusticornis
- Tomoderus rotundipennis
- Tomoderus rougemonti
- Tomoderus satoi
- Tomoderus schuhi
- Tomoderus semiaeneus
- Tomoderus setarius
- Tomoderus setifer
- Tomoderus smetanai
- Tomoderus sulawesiensis
- Tomoderus taipingensis
- Tomoderus terrenus
- Tomoderus testaceus
- Tomoderus tibialis
- Tomoderus topali
- Tomoderus uniformis
- Tomoderus ventralis
- Tomoderus villiersi
- Tomoderus volucris
- Tomoderus wallacei
- Tomoderus weijersi
- Tomoderus ziczac
- Trichananca aptera
- Trichananca fulgida
- Trichananca micromelas
- Trichananca victoriensis
- Vacusus arcanus
- Vacusus confinis
- Vacusus desertorum
- Vacusus formicetorum
- Vacusus martinsi
- Vacusus monitor
- Vacusus nigritulus
- Vacusus prominens
- Vacusus supplex
- Vacusus suspeclus
- Vacusus vicinus
- Walesius borneensis
- Walesius theresae
- Yunnanomonticola nanzhao
- Zealanthicus sulcatus